# Clubiona saurica
Clubiona saurica este o specie de păianjeni din genul Clubiona, familia Clubionidae, descrisă de Mikhailov în anul 1992.
Este endemică în Kazakhstan. Conform Catalogue of Life specia Clubiona saurica nu are subspecii cunoscute.